# Peter Sbrzesny
Peter Sbrzesny senior (* 8. Mai 1924; † 8. Dezember 2012 in Berlin) war ein deutscher Filmschaffender und Fachbuchautor.

## Leben
Peter Sbrzesny senior absolvierte zunächst eine Ingenieurausbildung bei der Post und wurde im Zweiten Weltkrieg zwei Jahre eingezogen. Nach Kriegsende kam er nach Tätigkeiten beim Bauamt des Berliner Magistrats und in einem Architekturbüro zum Film. 1951 wurde er Mitglied in einem Ostberliner Amateurfilmzirkel und bereits ein Jahr später folgte seine erste Arbeit als Kameramann in Kurt Weilers Puppenfilm Oskar Kulicke und der Pazifist.
Erste Erfahrungen bei größeren Produktionen sammelte er als zweiter Kameramann unter der Regie von Konrad Wolf in Filmen wie Einmal ist keinmal (1955), Genesung (1956) oder Mazurka der Liebe (1957, Regie Hans Müller).
Danach wechselte Sbrzesny ins DEFA-Studio für populärwissenschaftliche Filme, wo er bis 1990 an der Entstehung von rund 50 Reportagen und Dokumentarfilmen über China, Vietnam und dem Irak als Kameramann mit Peter Ulbrich und Gerhard Jentsch gearbeitet hat. Ab den 1960er Jahren unterrichtete er auch als Dozent angehende Kameraleute an der Hochschule für Film und Fernsehen Potsdam-Babelsberg. In der gleichen Zeit entwickelte die Multipräsentations-Filmtechnik Kino Vario, die in den 1960er und 1970er Jahren in diversen Produktionen eingesetzt wurde. Daneben verfasste Sbrzesny als Autor und Co-Autor diverse Grundlagenwerke für Amateurfilmer.
Von 1988 bis 1992 drehte er als Regie-Kameramann verschiedene Medizin-Filme für die ärztliche Fortbildung und arbeitet in der Zeit intensiv mit dem Grafiker Ebo Baumann und den Trick- und Animationsfilmern Hans Moser & Thomas Rosié (Moser + Rosié Film) zusammen. Anfang der 1990er Jahre realisierte er verschiedene Informations- und Image-Filme über Kuba, insbesondere über die Entwicklung des kubanischen Tourismus.
Peter Sbrzesny lebte bis zu seinem Tod im brandenburgischen Liebenwalde/Höpen, nördlich von Berlin. Er starb im Dezember 2012 im Alter von 88 Jahren.

## Werke
- Die Schmalfilmkamera. Leipzig, VEB Fotokinoverlag, 1966
- Kameraführung und Lichtgestaltung. Leipzig, VEB Fotokinoverlag, 1967
- Amateurfilmbuch für alle. (mit Rolf Hempel und Siegfried Mehnert) Leipzig, VEB Fotokinoverlag, 1974